# Mayan Space Station
Mayan Space Station ist ein Jazzalbum von William Parker. Die im Februar 2020 in den Park West Studios, Brooklyn, entstandenen Aufnahmen erschienen am 9. Juli 2021 auf AUM Fidelity.

## Hintergrund
William Parker sei eine feste Figur in der New Yorker Jazzszene seit den 1970er-Jahren, notierte Martin Johnson. Anfang des Jahres 2021 hatte der Bassist und Komponist ein 10-CD-Boxset, The Migration of Silence Into and Out of the Tone World Volumes 1-10, vorgelegt, das fast zeitgleich mit Cisco Bradleys Buch über den Musiker, Universal Tonality erschien.
Mayan Space Station nahm der Bassist William Parker mit der Gitarristin Ava Mendoza und Schlagzeuger Gerald Cleaver auf. Das Album enthält sechs Kompositionen von William Parker für ein E-Gitarre/Bass/Schlagzeug-Trio, das sowohl aus Heavy Rock und Psychedelia als auch aus der Jazz- und Blues-Tradition schöpfe, schrieb Mark Corroto. Mayan Space Station ist William Parkers erstes E-Gitarren-Trio-Album. Es erschien zeitgleich mit einem weiteren Trio-Album (Painters Winter), auf dem Parker mit Daniel Carter und Hamid Drake spielte.

## Titelliste
- William Parker: Mayan Space Station (AUM Fidelity)

1. Tabasco
2. Rocas Rojas
3. Domingo
4. Mayan Space Station
5. Canyons of Light
6. The Wall Tumbles Down

Die Kompositionen stammen von William Parker.

## Rezeption

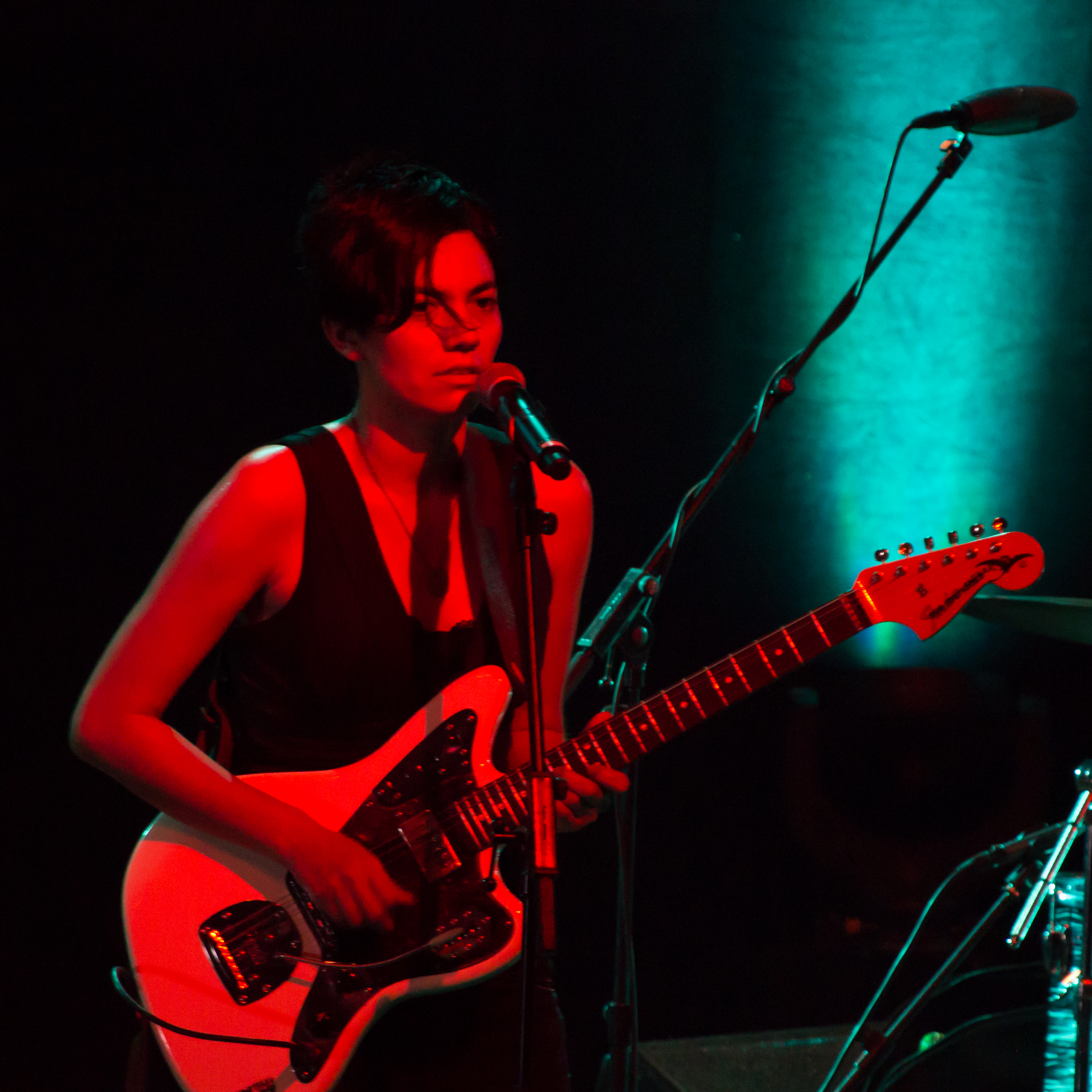
Ava Mendoza (2014). Fotografie von Harald Krichel

Nach Ansicht von Mark Corroto, der das Album in All About Jazz rezensierte, sei die unmittelbare Wirkung der Aufnahme der Mayan Space Station die einer reinen Körperlichkeit, die von dieser Musik ausgedrückt werde. Mendozas E-Gitarre stamme aus derselben Schule wie die von Sonny Sharrock, Hedvig Mollestad und Raoul Björkenheim, so Corroto. Dieser kompromisslose Ansatz sei zweifellos der Grund, warum Parker sie für dieses Projekt ausgewählt hat, genauso wie andere Künstler wie Jon Irabagon und William Hooker ihre Talente genutzt hätten. Gleiches gilt für Cleaver, der mit Parker in Projekten wie Farmers By Nature mit Craig Taborn, seinem Orgelquartett, zu hören war. Der Titelsong sei vielleicht das beste Beispiel für Parkers E-Gitarren-Trio-Philosophie. „Während Cleaver einen tuckernden Vorwärtsimpuls setzt, zieht Parker zuerst eine Handvoll Töne aus seinem Bass, bevor er seinen Bogen anlegt, um dichte Energiefelder über diese fast fünfzehn Minuten des Überschwangs zu werfen. Währenddessen wirft Mendoza psychoakustische Klänge von dynamischer Positivität in die Welt.“ Auch wenn dies selten gewürdigt werde, müsse man hier dem Ingenieur Jim Clouse Anerkennung zollen, der diese Session aufgenommen, gemischt und gemastert hat, um das Hörerlebnis auf die Energie der Band zu konzentrieren.
Martin Johnson schrieb in JazzTimes, Mayan Space Station sei eine klassische Jazz-Powertrio-Aufnahme, bei der Mendoza Feuer über elastische und intensiv treibende Rhythmen von Parker und Cleaver regnen lasse. Die Musik lade zu Adjektiven wie „scharf“ ein, zumal der Eröffnungstrack „Tabasco“ heißt und Mendoza Sonny Sharrock oder Pete Cosey zu beschwören scheint. Aber dies sei kein Solo-Showcase für Mendoza, so der Autor; das Trio bewege sich im Tandem wie drei Actionhelden, die durch einen tückischen Raum rasen, wobei Gitarre, Bass und Schlagzeug ihre Entschlossenheit verkünden und ihr Selbstvertrauen stärken.
Matt Micucci zählte das Album (wie auch das zeitgleich erschienene Painters Winter) in Jazziz zu den besten Neuveröffentlichungen des Monats und schrieb, Mayan Space Station sei „eine Sammlung von Psych-Rock und vielfarbigem Blues.“